# 카를로스 카라스코 (야구 선수)

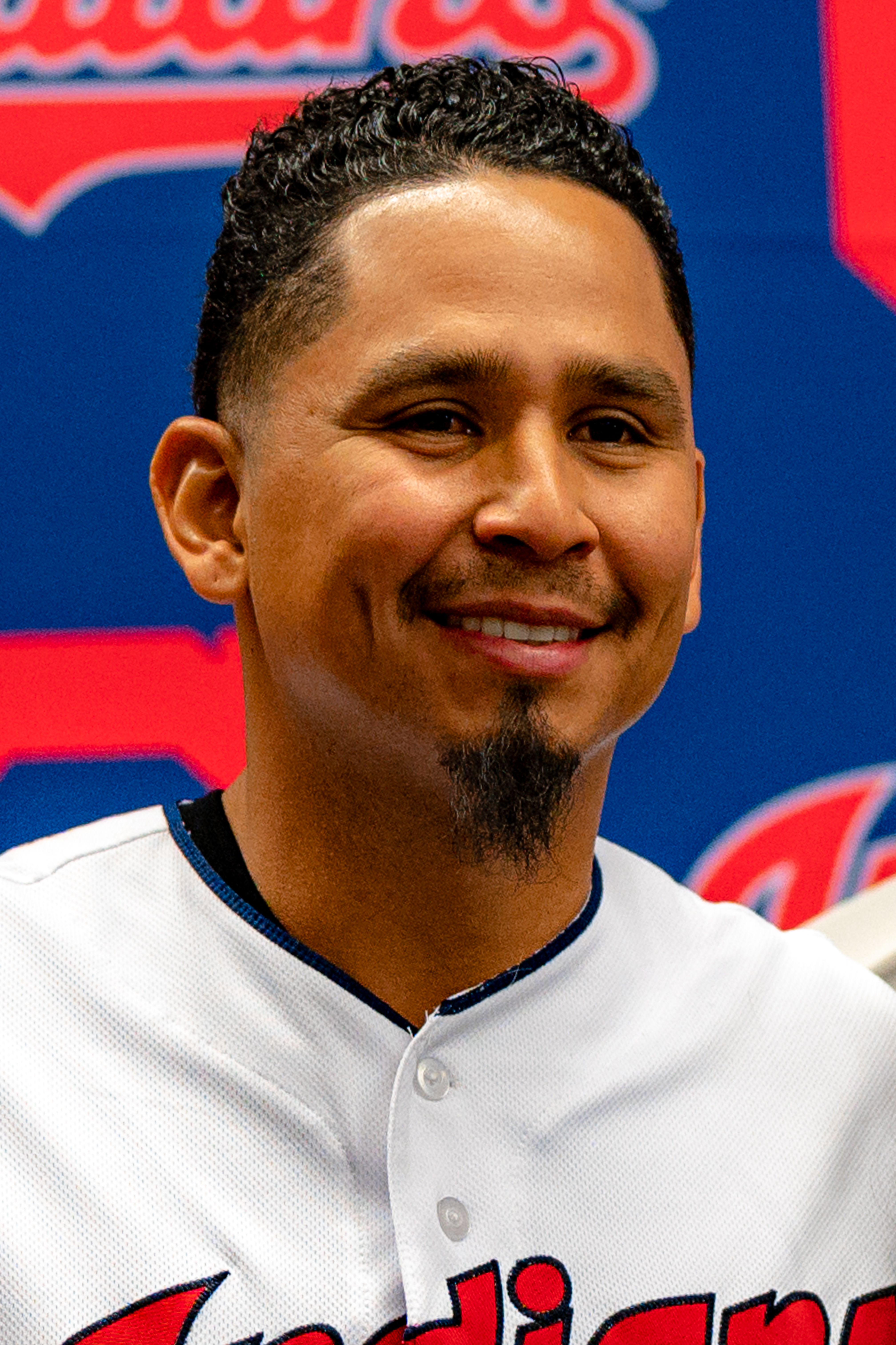
2020년 클리블랜드 인디언스 소속 카라스코

카를로스 루이스 카라스코(본명: Carlos Luis Carrasco, 1987년 3월 21일 ~ )는 "쿠키"라는 별명으로 불리는 베네수엘라계 미국인 프로 야구 투수로 뉴욕 양키스 소속이다. 이전에 메이저 리그 베이스볼(MLB)의 클리블랜드 인디언스 / 가디언스와 뉴욕 메츠에서 뛰었다. 6 피트 4 인치 (1.93 m)와 224 파운드 (102 kg)로 등재되어 있으며, 오른손으로 던지고 타격한다.

## 어린 시절
카라스코는 1987년 베네수엘라 바르키시메토에서 태어났다. 10살 때부터 야구를 시작했으며, 처음에는 3루수였다. 16살 때 베네수엘라에서 야구 스카우트에 의해 발견되었고, 필라델피아 필리스의 국제 스카우트 디렉터인 살 아고스티넬리 앞에서 91 mph (146 km/h)의 속구를 던지는 것을 보여주었다. 어린 나이에 카라스코는 자연적인 오른손 투구 외에도 왼손으로 던지는 법을 배웠지만, 자신을 양손잡이라고 생각하지 않는다.

## 경력

### 필라델피아 필리스
카라스코는 2003년 11월 25일 필리스와 미지명 자유 계약 선수로 계약했다. 2006년, 카라스코는 싱글 A 레벨의 레이크우드 블루클로스에서 시즌 전체를 보냈으며, 159+1⁄3 투구 이닝 동안 2.26의 평균자책점(ERA)을 기록했다. 2007년에 싱글 A 클리어워터 스레셔스와 더블 A 리딩 필리스에서 시간을 나누어 보냈다. 카라스코는 클리어워터에서 69+2⁄3 이닝 동안 2.84의 ERA를 기록했고, 리딩에서는 70+1⁄3 이닝 동안 4.86의 ERA를 기록했다. 카라스코는 2007년 8월 21일 첫 노히터를 기록했다. 2006년, 2007년, 2008년 올스타 퓨처스 게임의 월드 로스터에 포함되었다.
2007년 시즌을 앞두고 카라스코는 필리스 조직 내 최고 유망주이자 야구 전체에서 41번째로 좋은 유망주로 평가받았다. 2008년에도 필리스 시스템 내에서 최고 유망주로 평가받았고, 조직 내에서 최고의 속구와 체인지업을 가진 것으로 평가받았다.

### 클리블랜드 인디언스
2009년 7월 29일, 필리스는 카라스코와 제이슨 도널드, 루 마슨, 제이슨 냅을 클리블랜드 인디언스로 트레이드하고, 클리프 리와 벤 프란시스코를 영입했다. 카라스코는 9월 1일 메이저리그 데뷔를 했다. 인디언스에서 5번의 선발 등판에서 0승 4패 8.87의 ERA를 기록했다. 2010 시즌 동안 카라스코는 클리블랜드에서 7번의 선발 등판에서 2승 2패 3.83의 ERA를 기록했다.

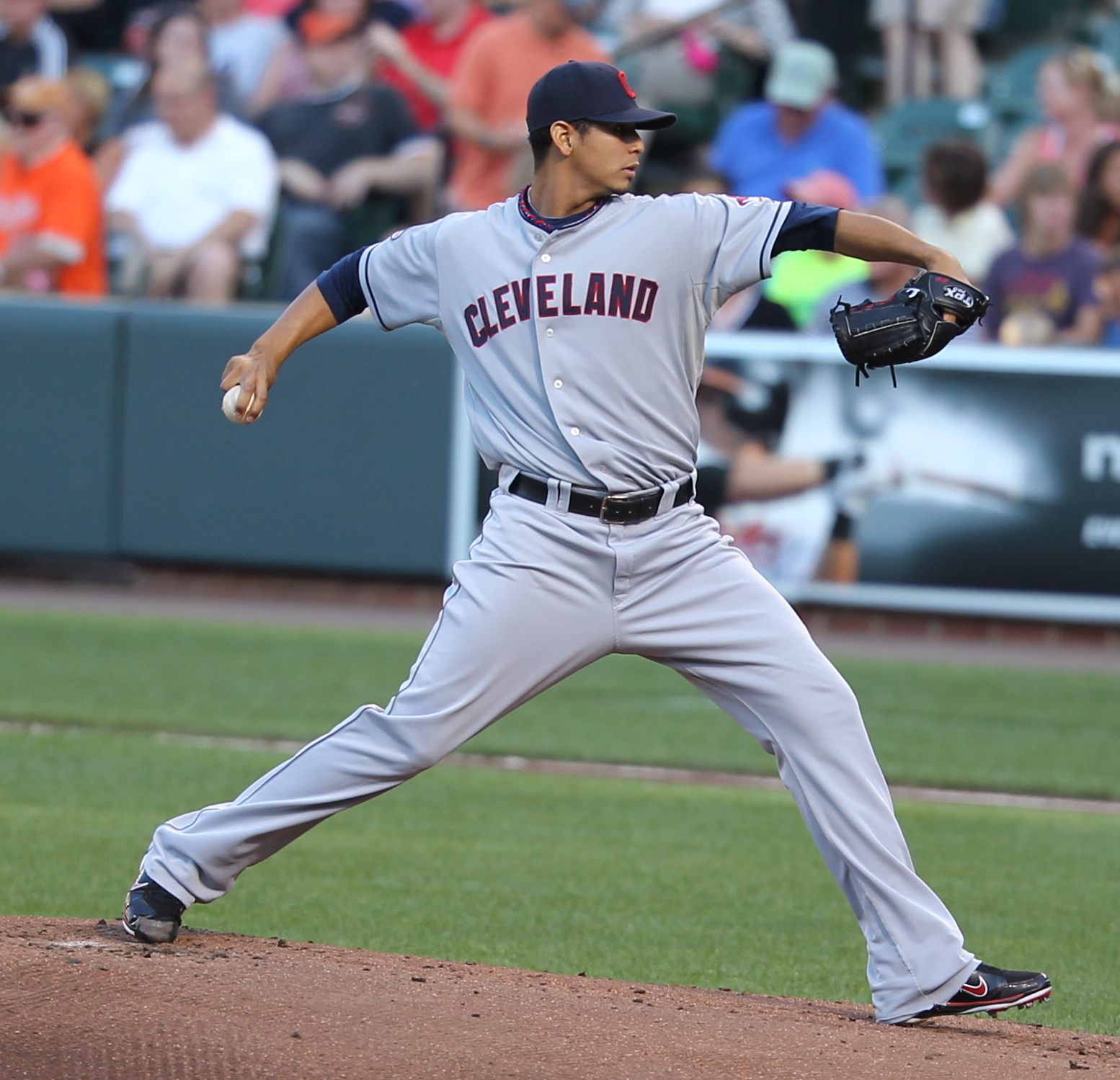
2011년 인디언스 소속 카라스코

2011년 7월 29일 캔자스시티 로열스전에서 카라스코는 외야수 멜키 카브레라의 만루 홈런으로 인해 3+1⁄3이닝 동안 시즌 최다인 7실점을 허용했다. 카라스코는 로열스의 지명 타자 빌리 버틀러의 머리를 향해 투구하며 좌절감을 표출했다. 이로 인해 주심 스콧 배리에 의해 즉시 퇴장당했다. 이 행동으로 인해 MLB는 카라스코에게 6경기 출장 정지와 비공개 벌금을 부과했다. 카라스코에 따르면, 그 투구는 고의가 아니었지만 카브레라가 홈런을 너무 자찬했기 때문에 화가 났다고 한다. 카라스코는 클리블랜드에서 21번 선발 등판하여 8승 9패 4.62의 ERA를 기록했으며, 124+2⁄3이닝 동안 86개의 삼진을 잡았다. 2011년 9월, 카라스코는 토미 존 수술을 받았고 결국 2012 시즌 전체를 결장했다.
2013년 4월 9일, 카라스코는 토미 존 수술과 출장 정지 이후 첫 선발 등판을 했다. 그의 시즌은 뉴욕 양키스와의 경기에서 3+2⁄3이닝 동안 7실점을 허용하며 좋지 않은 출발을 보였다. 로빈슨 카노에게 2점 홈런을 내준 다음 투구에서 카라스코는 타자 케빈 유킬리스를 맞혔다. 이로 인해 카라스코는 주심 조던 베이커에 의해 퇴장당했다. MLB는 결국 카라스코에게 8경기 출장 정지와 "고의적인 투구"로 5,000달러의 벌금을 부과했다. 이 징계는 카라스코의 과거 기록과 행동을 고려한 것으로 보였다. 경기 후 인디언스의 감독 테리 프랑코나는 카라스코의 행동이 "좋아 보이지 않았다"고 말했다. 다음 날 카라스코는 트리플 A 콜럼버스 클리퍼스로 옵션되었다. 6월 8일 메이저리그로 복귀했고, 6월 24일 다시 트리플 A로 내려갔다. 7월 6일 다시 복귀했고, 7월 7일 지명 할당되었다. 카라스코는 7월 9일 콜럼버스로 다시 옵션되었다. 클리블랜드에서의 2013 시즌 기록은 1승 4패 6.75의 ERA였다.
2014 시즌 동안 카라스코는 클리블랜드에서 40경기에 출전(14선발)하여 8승 7패 2.55의 ERA를 기록했으며, 134이닝 동안 140개의 삼진을 잡았다.
2015년 4월 7일, 카라스코는 2019년과 2020년 구단 옵션이 포함된 2,200만 달러 규모의 4년 연장 계약을 체결했다. 4월 14일 시카고 화이트삭스와의 경기에서 카라스코는 멜키 카브레라의 라인드라이브 타구에 얼굴을 맞았다. 모터 들것에 실려 경기장을 떠났다. 카라스코는 턱에 멍이 들었지만 X-레이는 음성이었다. 7월 1일, 카라스코는 탬파베이 레이스를 상대로 9회까지 노히터를 이어갔으나, 2아웃 2스트라이크 상황에서 조이 버틀러에게 단타를 허용하며 기록이 깨졌다. 만약 노히터를 달성했다면 1981년 5월 15일 렌 바커의 퍼펙트 게임 이후 인디언스 투수로는 첫 번째 노히터가 될 뻔했다. 7월 19일, 카라스코는 신시내티 레즈의 호니 쿠에토를 상대로 2회초 메이저리그 경력 첫 단타를 쳤다. 카라스코는 4안타 1실점 6이닝을 던졌지만 노 디시전을 기록했다. 2015 시즌 30번의 선발 등판에서 카라스코는 14승 12패 3.63의 ERA를 기록했으며, 183+2⁄3이닝 동안 216개의 삼진을 잡았다.
카라스코는 2016년 두 번 부상자 명단에 올랐고, 두 번째는 9월 17일 라인드라이브 타구에 오른손이 맞아 제5중수골골절이 발생했다. 이 부상으로 인해 카라스코는 포스트시즌 전체를 결장하게 되었다. 카라스코는 2016 시즌을 25번의 선발 등판에서 11승 8패 3.32의 ERA로 마쳤으며, 146+1⁄3이닝 동안 150개의 삼진을 기록했다.

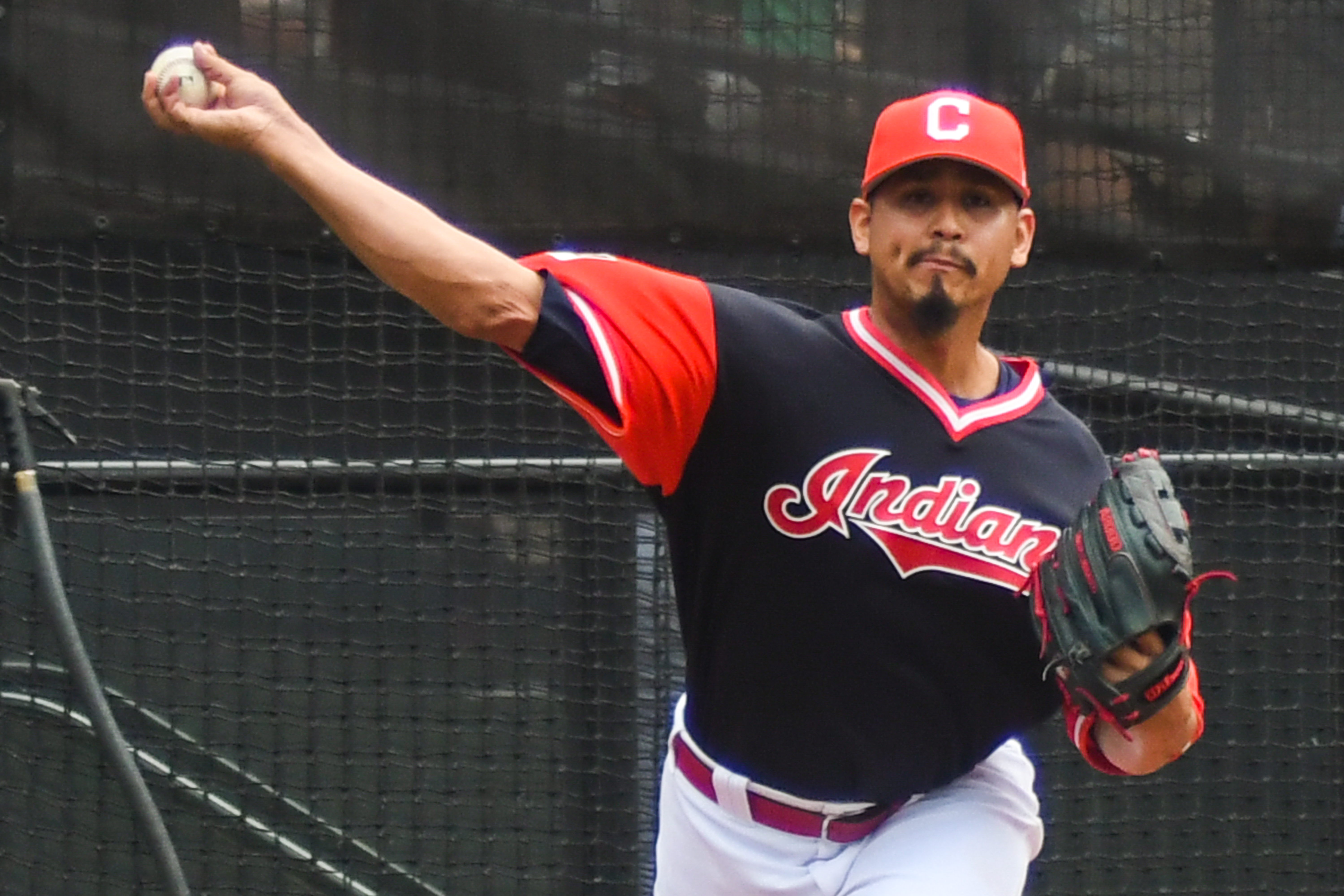
2017년 인디언스 소속 카라스코

2017년 7월 7일 디트로이트 타이거스와의 경기 5회에 카라스코는 이매큘레이트 이닝을 기록하며 최소 9개의 투구로 세 타자를 모두 삼진 처리했다. 2014년 저스틴 마스터슨에 이어 인디언스 역사상 두 번째, 메이저리그 역사상 84번째 투수가 되었다. 카라스코는 9월 28일 미네소타 트윈스 타자 14명을 삼진 처리하며 5-2 경기를 승리하며 클리블랜드의 시즌 100승을 이끌었다. 2017 시즌 동안 카라스코는 18승 6패 3.29의 ERA를 기록했으며, 200이닝 동안 226개의 삼진을 잡았다.
2018년 동안 카라스코는 192이닝 동안 231개의 삼진을 잡으며 17승 10패 3.38의 ERA를 기록했다. 2018년 12월 6일, 카라스코는 2022년까지 유효하며 2023년 구단 옵션이 포함된 4년 연장 계약을 체결했다.
2019년 6월 5일, 카라스코는 10일 부상자 명단에 올랐고, 구단은 그가 "혈액 질환 진단을 받았다"고 밝혔다. 이후 6월 내내 부상자 명단에 머물렀다. 7월 6일, 카라스코는 치료 가능한 형태의 만성 골수성 백혈병 진단을 받았다고 밝혔다. 8월 28일, 카라스코는 부상자 명단에서 복귀했다. 9월 1일, 진단 이후 첫 등판을 했고, 탬파베이 레이스를 상대로 구원 등판하여 1이닝을 던졌다. 2019년, 카라스코는 인디언스에서 12번 선발 등판하여 6승 7패 5.29의 ERA를 기록했으며, 80이닝 동안 96개의 삼진을 잡았다. 시즌 후, 2019년 AL 올해의 재기 선수로 선정되었다.
2020년 클리블랜드 인디언스 소속으로 카라스코는 12경기에 출전하여 3승 4패 2.91의 ERA를 기록했으며, 68이닝 동안 82개의 삼진을 잡았다.

### 뉴욕 메츠
2021년 1월 7일, 인디언스는 카라스코와 프란시스코 린도어를 뉴욕 메츠로 트레이드하고, 아메드 로사리오, 안드레스 히메네스, 조시 울프, 아이제이아 그린을 영입했다. 스프링 트레이닝 동안 카라스코는 달리기 훈련 중 햄스트링 부상을 입었고 6~8주 동안 결장할 것으로 예상되었다. 4월 말 현재, 5월 둘째 주에 메츠 로테이션에 합류할 것으로 예상되었다. 5월 6일, 카라스코는 부상 회복을 위해 60일 부상자 명단에 올랐다.
7월 말 메츠에서 복귀했고, 7월 30일 신시내티 레즈와의 선발 등판에서 첫 등판을 했지만 노 디시전을 기록했다. 카라스코가 메츠에서 던진 첫 투구는 조너선 인디아에게 홈런으로 연결되었다. 카라스코의 메츠에서의 첫 시즌은 "실망스럽다" 그리고 "좌절스럽다"고 평가되었다. 2021년 메츠에서 12번 선발 등판하여 1승 5패 6.04의 ERA를 기록했으며, 532⁄3이닝 동안 50개의 삼진을 잡았다.
시즌 후, 카라스코는 팔꿈치에 뼈 조각이 있었으며 10월에 수술로 제거했다고 밝혔다. 카라스코는 2022 시즌을 메츠에서 첫 8경기에서 4승 1패로 시작했다. 2022년 7월 30일, 마이애미 말린스와의 4-0 완봉승 경기에서 통산 100승을 달성했다. 카라스코는 2022년 메츠에서 29번 선발 등판하여 15승 7패 3.97의 ERA를 기록했으며, 152이닝 동안 152개의 삼진을 잡았다.

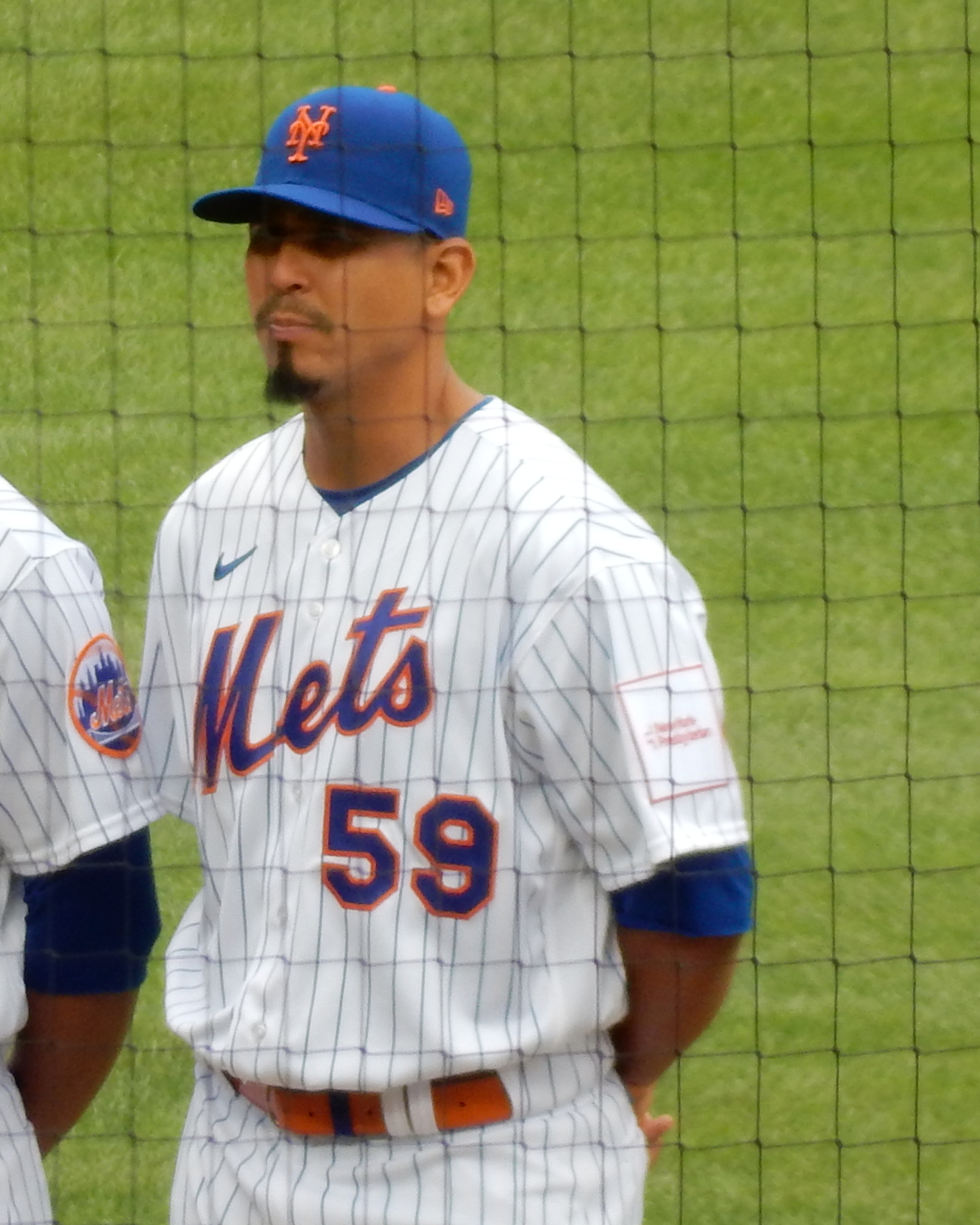
2023년 메츠 소속 카라스코

2022년 11월 10일, 메츠는 카라스코의 2023 시즌 1,400만 달러 옵션을 행사했다. 2023년 8월 29일, 메츠에 의해 웨이버에 올랐지만, 클레임되지 않아 팀에 남았다. 카라스코는 2023년 메츠에서 20번 선발 등판하여 3승 8패 6.80의 ERA를 기록했으며, 90이닝 동안 66개의 삼진을 잡았다. 시즌 후 자유 계약 선수가 되었다.

### 클리블랜드 가디언스
2024년 2월 1일, 카라스코는 클리블랜드 가디언스와 마이너리그 계약을 체결했다. 3월 22일, 카라스코가 클리블랜드의 개막전 로스터에 포함되었다고 발표되었다. 가디언스는 3월 28일 카라스코의 계약을 선택했다. 클리블랜드에서 21번 선발 등판하여 3승 10패 5.64의 ERA를 기록했으며, 103+2⁄3이닝 동안 89개의 삼진을 잡았다. 2024년 9월 17일, 카라스코는 가디언스에 의해 지명 할당되었다. 웨이버를 통과한 후, 9월 20일 트리플 A 콜럼버스 클리퍼스로 outright되었다. 카라스코는 10월 21일 마이너리그 자유계약선수를 선택했다.

### 뉴욕 양키스
2025년 2월 3일, 카라스코는 뉴욕 양키스와 마이너리그 계약을 체결했다. 3월 22일, 양키스는 카라스코가 팀의 개막전 로스터에 포함된 후 그의 계약을 선택했다. 카라스코는 2025년 3월 29일 양키스 데뷔전을 가졌고, 밀워키 브루어스와의 경기에서 2이닝 동안 5안타 3실점 2삼진을 기록하며 노 디시전을 받았다. 4월 3일, 애리조나 다이아몬드백스를 상대로 양키스 투수로서 첫 승을 거두었다. 이 경기에서 51⁄3이닝 동안 5안타 3실점 2볼넷 5삼진을 기록하며 다이아몬드백스를 상대로 9-7 승리에서 승리 투수가 되었다. 양키스에서 8번의 등판(6선발)에서 카라스코는 2승 2패 5.91의 ERA를 기록했으며, 32이닝 동안 25개의 삼진을 잡았다. 5월 6일 뉴욕에 의해 지명 할당되었다. 카라스코는 웨이버를 통과하여 5월 8일 트리플 A 스크랜턴/윌크스-배러 레일라이더스로 outright되었다. 6월 1일, 양키스는 카라스코를 다시 현역 로스터에 추가했다. 6월 3일 지명 할당되기 전까지 경기에 출전하지 않았다. 카라스코는 웨이버를 통과하여 다음 날 스크랜턴으로 outright되었다.

## 사생활
카라스코는 플레이어스 트리뷴 기사에서 미국에서의 초기 경험 중 다소 특이한 경험을 공유했다. 그의 첫 스프링 트레이닝에서 90일 연속으로 매일 도미노피자를 먹었는데, "그것만이 내가 주문할 줄 아는 유일한 것이었기 때문"이었다. 도미노피자는 그에게 "최고의 고객"으로 한 달간 무료 피자를 제공했다. 미국에서 처음 몇 년 동안 야구 외에는 거의 아무것도 하지 않았고, 팀원들과도 대화하지 않았다고 덧붙였다. "원하지 않아서가 아니라, 방법을 몰랐기 때문"이었다. 인디언스로 트레이드된 후, 영어를 배우는 데 전념했다. 2016년 8월, 미국 시민이 되었다.
카라스코는 아내 카렐리스와 다섯 자녀를 두고 있다. 2010년, 딸 카밀라(당시 4세)와 함께 병원을 방문했고, 이는 카밀라가 가위로 머리카락을 잘라 암 환자들에게 기부하도록 영감을 주었다.
카라스코는 지역 사회 개발 및 자선 활동에 적극적으로 참여하고 있다. 고향인 베네수엘라를 비롯하여 콜롬비아, 미국, 아프리카 등에 위치한 단체에 수십만 달러의 기부금과 시간, 물품을 기부했다. 2019년 로베르토 클레멘테상을 수상했으며, 이 상은 매년 "야구 경기, 스포츠맨십, 지역 사회 참여 및 팀에 대한 개인의 공헌을 가장 잘 보여주는 MLB 선수"에게 수여된다.
카라스코는 또한 백혈병 생존자이다.